# Військово-медична служба
Військово-медична служба — спеціальна служба тилу Збройних сил в окремих країнах, на який покладено надання медичної допомоги військовослужбовцям. Співробітниками військово-медичної служби, як правило, є військові лікарі. Організаційна структура медичної служби залежить від організаційної структури і характеру завдань окремих видів збройних сил і родів військ.
Основні функції медичної служби у мирний та воєнний час істотно відрізняються:
- у мирний час — охорона здоров'я особового складу; попередження захворювань; навчання військовослужбовців наданню першої медичної допомоги при пораненнях тощо;
- у військовий час — збереження життя найбільшому числу уражених в бою і хворих, швидке відновлення їх боєздатності та повернення в стрій.

Підрозділи і службовці військово-медичної служби розосереджені у військах таким чином, щоб забезпечити можливості надання медичної допомоги від початкової санітарної безпосередньо на місці можливого ураження або поранення до кваліфікованої спеціальної медичної допомоги та лікування в спеціалізованих медичних закладах військово-медичної служби.
У Збройних силах окремих країн до складу військово-медичної служби входять підрозділи за окремими напрямками медичного забезпечення, наприклад, стоматології.